# ニコラス・ブレンドン
ニコラス・ブレンドン（Nicholas Brendon、1971年4月12日 - ）は、アメリカ合衆国の俳優。カリフォルニア州出身。
2015年9月30日、ニューヨーク州サラトガ・スプリングスのホテルで、恋人の首を絞めて携帯電話を壊すなど、2件の器物破損と窒息させる行為により、第3級強盗罪として逮捕された。その後、器物破損の罪を1件を認め、条件付きで釈放されることになった。

## 出演作品
- クリミナル・マインド FBI行動分析課 シリーズ（ケヴィン・リンチ）
- プライベート・プラクティス4
- WITHOUT A TRACE ファイナル・シーズン
- ファントム・ファイアー
- パラノイア・マザー　-人体実験計画-
- キッチン・コンフィデンシャル
- ニューヨーカーに変身する方法
- バフィー 〜恋する十字架〜 シリーズ（アレキサンダー・“ザンダー”・ラベル・ハリス）
- サイコ・ビーチ・パーティ
- ランダム 存在の確率